# Ахмед, Риз
Ризван «Риз» Ахмед (англ. Rizwan «Riz» Ahmed; род. 1 декабря 1982, Уэмбли, Лондон, Великобритания) — британо-пакистанский актёр, музыкант и активист, лауреат премий «Оскар» и «Эмми». Наибольшую известность приобрёл ролями в фильмах: «Дорога на Гуантанамо», «Четыре льва», «Стрингер», «Изгой-один. Звёздные войны: Истории», «Звук металла», а также в телесериале «Однажды ночью».

## Ранние годы и образование
Родился в британско-пакистанской семье мухаджиров, в Лондоне (район Уэмбли). Его родители переехали в Англию из пакистанского города Карачи в 1970-х годах. Одним из его родственников был сэр Шах Мухаммед Сулайман, «первый индийский судья, назначенный британцами в Уттар-Прадеше», он также проявлял интерес к поэзии урду и был автором одних из первых критических статей о теории относительности. Помимо этого Ахмед является потомком Муллы Махмуда Яунпури, одного из самых важных ученых-философов этого региона во время правления Империи Великих Моголов.
Ахмед учился в школе Merchant Taylors' School. Позже окончил Christ Church со степенью в области ФПЭ. Затем обучался актёрскому мастерству в Центральной школе речи и драмы.

## Актёрская карьера
Ахмед начал свою актёрскую деятельность с фильма Майкла Уинтерботтома «Дорога на Гуантанамо», где он исполнил роль Шафика Расула — члена так называемой Типтонской Тройки. Лента получила приз «Серебряный медведь» на Берлинском кинофестивале. После этого Ахмед снялся в нескольких телевизионных ролях: в 2007 году в драме «Бритц», в 2008 году в триллере «Тупик» и мини-сериале «Наживка». В 2009 году принял участие в телефильме «Свободное падение», где его партнёрами были Доминик Купер и Сара Хардинг. В том же году снялся в главной роли в независимой ленте «Shifty» режиссёра Эран Криви — Ахмед исполнил роль харизматичного торговца наркотиками. За эту работу он был номинирован на премию Британского независимого кино, наряду с Колином Фарреллом и Бренданом Глисоном.
В 2009 году снялся в фильме Салли Поттер «Ярость». В следующем году Ахмед исполнил главную роль в сатирической комедии Криса Моррис «Четыре льва», за которую он получил свою вторую номинацию на Премию британского независимого кино за лучшую мужскую роль. Так же Ахмед исполнил роль второго плана в историческом триллере Нила Маршалла «Центурион».
В 2012 году он снялся в одной из главных ролей в фильме «Неблагоприятные кварталы», за эту работу был выдвинут на соискание Премии британского независимого кино в третий раз. В том же году отметился ролью в фильме «Фундаменталист поневоле» — киноадаптации одного из самых успешных романов Мохсима Хамида, где его коллегами были Кейт Хадсон, Кифер Сазерленд и Лев Шрайбер.
В 2014 году Ахмед принял участие в съёмках фильма «Стрингер», где он играл роль Рика, напарника независимого журналиста в исполнении американского актёра Джейка Джилленхола. Эта работа была очень тепло встречена критиками, актёр получил множество номинаций на различные профильные награды. В 2016 году Ахмед исполнил роль Насир «Наза» Хана в мини-сериале HBO «Однажды ночью», вновь получив множество одобрений кинокритиков. В том же году Ахмед снялся в фильме «Изгой-один. Звёздные войны: Истории» — новой антологии в киновселенной Star Wars.
В 2020 году состоялся выход драматической картины «Звук металла», где Риз Ахмед исполнил главную роль метал-барабанщика Рубена Стоуна, теряющего слух и из-за этого вынужденного по-новому выстраивать всю свою жизнь. Критики высоко оценили фильм и игру Ахмеда, который за своё перевоплощение получил награду Лондонского кружка кинокритиков в категории «Лучший британский актёр года» и был номинирован на премии «Оскар», BAFTA, «Золотой глобус» и награду Американской Гильдии киноактёров в категории «Лучший актёр». В общей сложности картина, среди прочего, одержала две победы на 93-й церемонии вручения премии «Оскар» и две победы на 74-й церемонии вручения наград Британской академии в категориях «Лучший монтаж» и «Лучший звук».

## Музыкальная карьера
В 2006 году Ахмед записал сатирический рэп-трек под названием «Post 9/11 Blues». Первоначально песня была запрещена на британском радио, так как её текст был признан «политически провокационным». Позже, Ахмед выпустил ещё несколько треков, включая «Sour Times», на который было снято видео вместе с музыкантами Scroobius Pip, Plan B и Джимом Стерджессом.
В 2007 году он был выбран в качестве ведущего фестивалей Гластонбери и BBC Electric Proms. В 2008 году открывал концерты трип-хоп группы Massive Attack в Royal Festival Hall. 2011 году выпустил свой дебютный альбом под названием MICroscope, под псевдонимом Riz MC. 1 декабря 2011 года было объявлено, что Riz MC подписал контракт с Tru Thoughts — независимый лейблом из Брайтона. В 2016 году выпустил свой второй диск — Englistan.
Также Ахмед является участником хип-хоп дуэта Swet Shop Boys вместе с Химансшу Сури. Их дебютный релиз — мини-альбом Swet Shop был выпущен в 2014 году. Полноформатный диск — Cashmere, увидел свет 14 октября 2016 года.

## Фильмография

### Кино и телевидение
| Год       |     | Русское название                    | Оригинальное название        | Роль                  |
| --------- | --- | ----------------------------------- | ---------------------------- | --------------------- |
| 2005      | кор | —                                   | Got Soul                     | н/д                   |
| 2006      | ф   | Дорога на Гуантанамо                | The Road to Guantanamo       | Шафик                 |
| 2006      | тф  | Положительный банкет Банглатауна    | Banglatown Banquet           | Разуал                |
| 2006      | с   | Путь к 11 сентября                  | The Path to 9/11             | Йосри                 |
| 2006      | тф  | —                                   | Berry’s Way                  | Амир                  |
| 2007      | тф  | Бритц                               | Britz                        | Сохали Вахид          |
| 2008      | ф   | Ловкач                              | Shifty                       | Шифти                 |
| 2008      | с   | Наживка                             | Wired                        | Манеш Кунзру          |
| 2008      | кор | —                                   | Baghdad Express              | Талал                 |
| 2008      | с   | Тупик                               | Dead Set                     | Рик                   |
| 2009      | ф   | Гнев                                | Rage                         | Виджай                |
| 2009      | тф  | Свободное падение                   | Freefall                     | Гэри                  |
| 2009      | с   | Десятиминутные истории              | 10 Minute Tales              | Джозеф                |
| 2010      | ф   | Четыре льва                         | Four Lions                   | Омар                  |
| 2010      | ф   | Центурион                           | Centurion                    | Тарак                 |
| 2011      | ф   | Красавица из трущоб                 | Trishna                      | Джей                  |
| 2011      | ф   | Чёрное золото                       | Black Gold                   | Али                   |
| 2011      | с   | Призраки                            | The Fades                    | Нил                   |
| 2012      | ф   | Неблагоприятные кварталы            | Ill Manors                   | Аарон                 |
| 2012      | ф   | Фундаменталист поневоле             | The Reluctant Fundamentalist | Чангиз                |
| 2013      | ф   | Замкнутая цепь                      | Closed Circuit               | Назрул Шарма          |
| 2013      | кор | —                                   | Out of Darkness              | мужчина               |
| 2014      | ф   | Стрингер                            | Nightcrawler                 | Рик                   |
| 2016      | ф   | Джейсон Борн                        | Jason Bourne                 | Аарон Каллур          |
| 2016      | с   | Однажды ночью                       | The Night Of                 | Насир «Наз» Хан       |
| 2016      | ф   | Уна                                 | Una                          | Скотт                 |
| 2016      | ф   | Город тусклых огней                 | City of Tiny Lights          | Томми Ахтар           |
| 2016      | кор | —                                   | T5: Swet Shop Boys           | Риз MC                |
| 2016      | ф   | Изгой-один. Звёздные войны: Истории | Rogue One: A Star Wars Story | Бодхи Рук             |
| 2016—2019 | с   | ОА                                  | The OA                       | Элайас Рахим          |
| 2017      | с   | Девчонки                            | Girls                        | Поль-Луи              |
| 2018      | ф   | Братья Систерс                      | The Sisters Brothers         | Херманн Кермит Уорм   |
| 2018      | ф   | Веном                               | Venom                        | Карлтон Дрейк / Райот |
| 2019      | мф  | Дитя погоды                         | 天気の子                     | Такаи                 |
| 2019      | ф   | Звук металла                        | Sound of Metal               | Рубен Стоун           |
| 2020      | ф   | Откуда ты родом?                    | Mogul Mowgli                 | Зед                   |
| 2020      | мф  | —                                   | Assassin’s Creed: Gold       | Омар Халед            |
| 2020      | кор | Долгое прощание                     | The Long Goodbye             | Риз                   |
| 2021      | ф   | Столкновение                        | Encounter                    | Малик Хан             |
| 2023      | мф  | Нимона                              | Nimona                       | Баллистер Блэкхарт    |
| 2023      | ф   | Ногти                               | Fingernails                  | Амир                  |
| 2025      | ф   | Финикийская схема                   | The Phoenician Scheme        | принц Фарук           |
| 2025      | ф   | Диспетчер                           | Relay                        | Том / Эш              |
|           | ф   | Гамлет                              | Hamlet                       | Гамлет                |

### Музыкальные клипы
| Год  | Исполнитель          | Название                          |
| ---- | -------------------- | --------------------------------- |
| 2017 | Swet Shop Boys       | «Aaja ft. Ali Sethi»              |
| 2017 | The Hamilton Mixtape | «Immigrants, We Get the Job Done» |
| 2017 | Charli XCX           | «Boys»                            |

## Дискография
- MICroscope (2011)
- Englistan (2016)
- Cashmere (в составе дуэта Swet Shop Boys) (2016)
- The Long Goodbye (2020)

## Награды и номинации
| Награда                                     | Год  | Категория                                          | Название работы  | Результат |
| ------------------------------------------- | ---- | -------------------------------------------------- | ---------------- | --------- |
| Оскар                                       | 2021 | Лучшая мужская роль                                | Звук металла     | Номинация |
| Оскар                                       | 2022 | Лучший игровой короткометражный фильм              | Долгое прощание  | Победа    |
| Золотой глобус                              | 2017 | Лучшая мужская роль в мини-сериале или телефильме  | Однажды ночью    | Номинация |
| Золотой глобус                              | 2021 | Лучшая мужская роль в драматическом фильме         | Звук металла     | Номинация |
| Эмми                                        | 2017 | Лучший приглашённый актёр в комедийном телесериале | Девчонки         | Номинация |
| Эмми                                        | 2017 | Лучшая мужская роль в мини-сериале или телефильме  | Однажды ночью    | Победа    |
| BAFTA                                       | 2021 | Лучшая мужская роль                                | Звук металла     | Номинация |
| BAFTA                                       | 2021 | Выдающийся британский фильм года                   | Откуда ты родом? | Номинация |
| Выбор критиков                              | 2021 | Лучшая мужская роль                                | Звук металла     | Номинация |
| Независимый дух                             | 2015 | Лучшая мужская роль второго плана                  | Стрингер         | Номинация |
| Независимый дух                             | 2021 | Лучшая мужская роль                                | Звук металла     | Победа    |
| Премия Гильдии киноактёров США              | 2017 | Лучшая мужская роль в телефильме или мини-сериале  | Однажды ночью    | Номинация |
| Премия Гильдии киноактёров США              | 2021 | Лучшая мужская роль                                | Звук металла     | Номинация |
| Спутник                                     | 2021 | Лучшая мужская роль                                | Звук металла     | Победа    |
| Международный кинофестиваль в Санта Барбаре | 2021 | Премия виртуозов                                   | Звук металла     | Победа    |
| Кинофестиваль «Сандэнс»                     | 2014 | Приз жюри за короткометражный фильм                | Daytimer         | Номинация |